# Дубки (Коломийський район)
Дубки́ (до 2017 року — Дубка) — село в Україні, у Чернелицькій селищній громаді Коломийському районі (раніше Городенківського району) Івано-Франківської області. З півночі межує із селом Репуженці, на схід — з селом Далешове, на захід — з містечком Чернелиця (адміністративний центр громади).

## Історія
Це село було засноване ще в XIV ст. Офіційна назва походить від назви дерева. Справді, внизу, нижче Будинку культури, був дубовий лісочок із надзвичайно високими дубами. Ці дуби слугували як вежі для спостереження.
Згадується 6 січня 1448 року в книгах галицького суду .

## Населення

### Мова
Розподіл населення за рідною мовою за даними перепису 2001 року:
| Мова            | Кількість | Відсоток |
| --------------- | --------- | -------- |
| українська      | 888       | 99.66%   |
| російська       | 2         | 0.22%    |
| інші/не вказали | 1         | 0.12%    |
| Усього          | 891       | 100%     |

## Релігія
- церква Успіння Пресвятої Богородиці (1864, ПЦУ, кам'яна)
- церква Успіння Пресвятої Діви Марії (1993, УГКЦ)

## Відомі уродженці
- Дичук Богдан (1951) — український письменник, поет, педагог, громадський діяч.
- Сиротин Володимир Павлович (1977) — український борець вільного стилю, бронзовий призер чемпіонату світу, бронзовий призер чемпіонатів Європи.
- Павлюк Михайло (1990) — срібний призер Чемпіонату світу з бодибілдингу[4], чемпіон Європи, чемпіон України, майстер спорту України міжнародного класу з бодибілдингу.